# Jehuda Weinstein

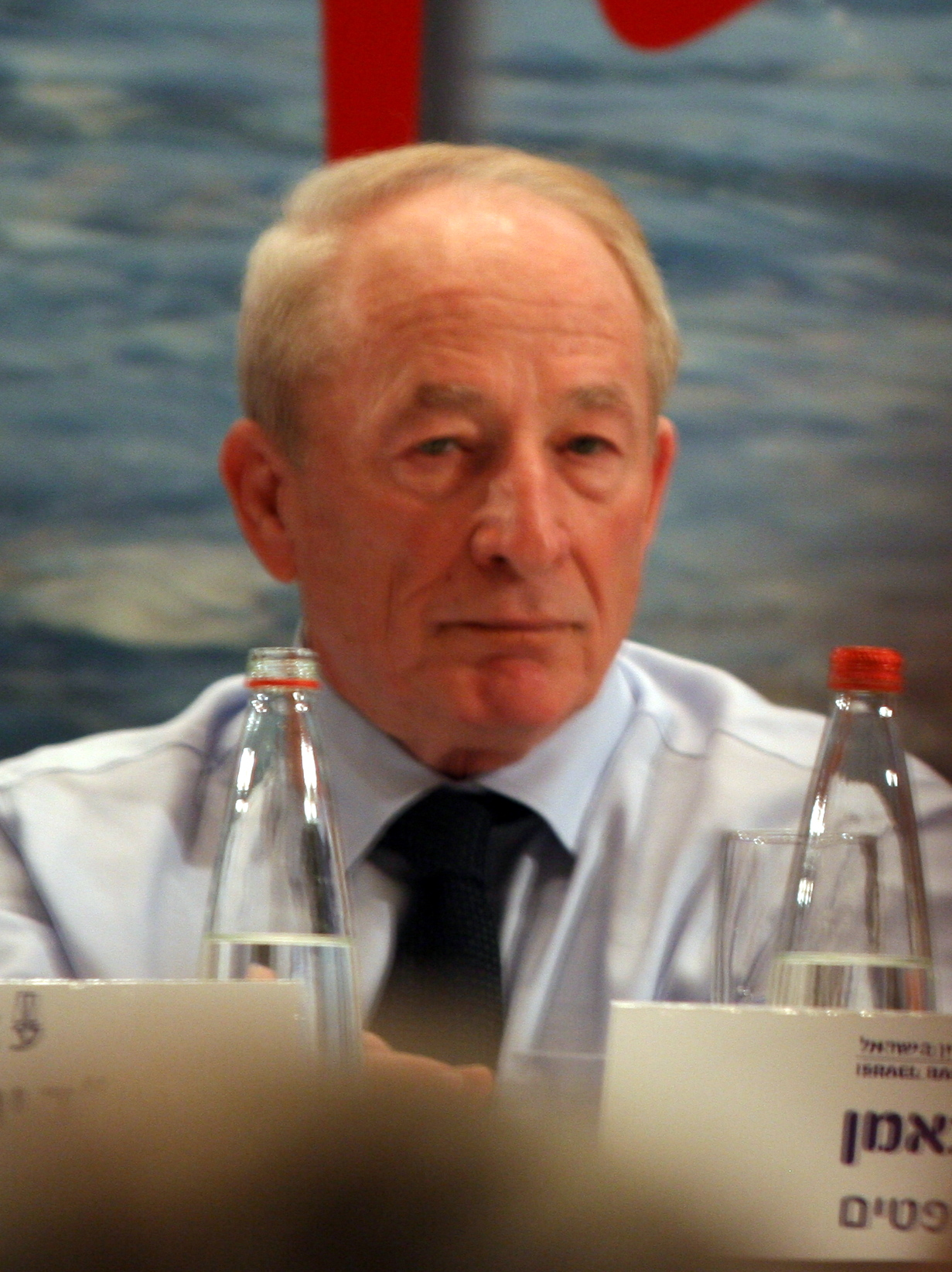
Jehuda Weinstein

Jehuda Weinstein (* 19. April 1944 in Tel Aviv) ist ein israelischer Jurist. Er war von Januar 2010 bis Januar 2016 Generalstaatsanwalt und war Rechtsberater der israelischen Regierung unter Premier Benjamin Netanjahu.
Seine Eltern wanderten in den 1930er Jahren aus Polen in das Mandatsgebiet Palästina aus. In seiner Jugend war Weinstein Sportler und gewann die israelischen Jugendmeisterschaften im Boxen. Später diente er in der israelischen Fallschirmjäger-Brigade. Weinstein studierte Recht an der Universität Tel Aviv (BA) und der Bar-Ilan-Universität (MA). Anschließend arbeitete er bis 1979 als Staatsanwalt für die Bezirksstaatsanwaltschaft, bevor er sich im Bereich der Wirtschaftskriminalität mit einer Rechtsfirma selbstständig machte. Von 2010 bis 2016 war er Generalstaatsanwalt von Israel.
Weinstein ist verheiratet und hat drei Kinder.